# Neckera caldensis
Neckera caldensis är en bladmossart som beskrevs av Lindberg och Johan Ångström 1876. Neckera caldensis ingår i släktet fjädermossor, och familjen Neckeraceae. Inga underarter finns listade i Catalogue of Life.